# Avoir fiscal
 (décembre 2016).
Si vous disposez d'ouvrages ou d'articles de référence ou si vous connaissez des sites web de qualité traitant du thème abordé ici, merci de compléter l'article en donnant les références utiles à sa vérifiabilité et en les liant à la section « Notes et références ».
Un avoir fiscal est un mécanisme de crédit d'impôt rattaché à un revenu mobilier. Il est utilisé dans de nombreux pays.
Depuis 2004, il n'est plus utilisé en France.

## Principe de l'avoir fiscal
À l'instar de la taxe sur la valeur ajoutée, l'avoir fiscal consiste fondamentalement à tenir compte des impôts déjà versé par une société, pour le calcul des impôts de la personne qui détient la société. 
En effet, les sociétés, bien que dotées de personnalité morale, restent in fine propriété des personnes qui l'ont constitué. Lorsqu'une personne morale distribue un bénéfice, il devient un revenu — lui-même taxable — pour la personne physique ou morale qui le touche, alors que parallèlement les  dividendes peuvent être taxés au titre de l'impôt sur les bénéfices. À défaut d'en tenir compte, en cas de taxations des dividendes, il y aurait inégalité de taxation pour des situations identiques mais juridiquement organisés de façon différentes (par exemple : entreprise individuelle ou société anonyme ; possessions directe d'actions ou via une autre société). 
L'avoir fiscal permet d'éviter les doubles taxations et donc de maintenir l'égalité fiscale entre contribuables. Il peut également permettre, selon la façon dont il est mis et place et les accords entre états, d'inciter les entreprises et les particuliers à rapatrier leurs bénéfices de sources étrangères, à investir dans le pays, à augmenter ou réduire la part des bénéfices qui sont distribués, etc.
Il peut enfin permettre au fisc de mieux connaitre le patrimoine des contribuables, dans la mesure où, pour bénéficier de l'avoir fiscal, le contribuable doit déclarer lui-même la part correspondante de son patrimoine.

## Fonctionnement de l'avoir fiscal
Considérons une personne physique qui détient une action d'une société. Celle-ci fait un bénéfice qu'elle veut distribuer (par exemple : 100) : c'est ce revenu qu'il faudrait considérer pour établir la taxation sur le revenu du propriétaire. Cependant, la société acquitte un impôt sur les bénéfices (par exemple : 33) qui vient en déduction des sommes réellement touchées ; l’actionnaire ne touche donc que 67 (dans notre exemple). Cet actionnaire doit au fisc sa contribution au titre du revenu de 100 distribué, mais réciproquement le fisc lui doit les 33 qui ont déjà été versé par l'entreprise : c'est l'avoir fiscal. 
Dans un même pays, le mécanisme ne se justifie que dans la mesure où la taxation du revenu est différente de celle de la société : si le contribuable est lui-même taxé à 33 %, les deux sommes, ce que le contribuable doit et l'avoir fiscal, s'annulent. 
Si la taxation du particulier au titre de ses revenus est plus élevé que l'impôt sur les sociétés, il n'a aucun intérêt à se déclarer ; la taxation des sociétés fait alors office de prélèvement forfaitaire libératoire. 
En revanche si l'impôt sur les sociétés est plus élevé, le contribuable a intérêt à se déclarer et il bénéficiera d'une réduction d'impôt, voire, dans le cas de gros revenus mobiliers, d'un chèque du trésor public. Cette situation est avantageuse pour le fisc en termes de connaissance du patrimoine du contribuable et en termes de trésorerie (la société paye d'avance les impôts du contribuable), mais elle peut être incomprise et susciter des exploitations médiatiques et politiques. C'est ce type de situation (notamment d'hommes politiques) qui a provoqué en France la suppression de 2004. 
Lorsque l’actionnaire et la société sont de deux pays différents, le cas est prévu selon les conventions fiscales que les deux pays ont mis en place, ou éventuellement selon la législation fiscale du pays de la société, qui peut traiter les investisseurs étrangers différemment (éventuellement plus favorablement) des ressortissants du pays. 